# Boeing C-17 Globemaster III
O Boeing C-17 Globemaster III é um avião de transporte militar desenvolvido para a Força Aérea dos Estados Unidos pela McDonnell Douglas nos anos 1980 e início dos anos 1990. Foi projetado para substituir os Lockheed C-141 Starlifter, e também para cumprir algumas das funções do Lockheed C-5 Galaxy. É utilizado para transporte de tropas ou cargas e também para evacuação aeromédica e lançamento de paraquedistas. A Boeing, que comprou a McDonnell Douglas em 1996, continuou a produzir o C-17 para exportação depois de ter encerrado as vendas para a USAF. Os países utilizadores desse avião são os Estados Unidos da América, Reino Unido, Austrália, Canadá, Qatar, Emirados Árabes Unidos, Índia e Kuwait. As organizações OTAN e Heavy Airlift Wing também o utilizam. Sua produção foi encerrada em 2015.

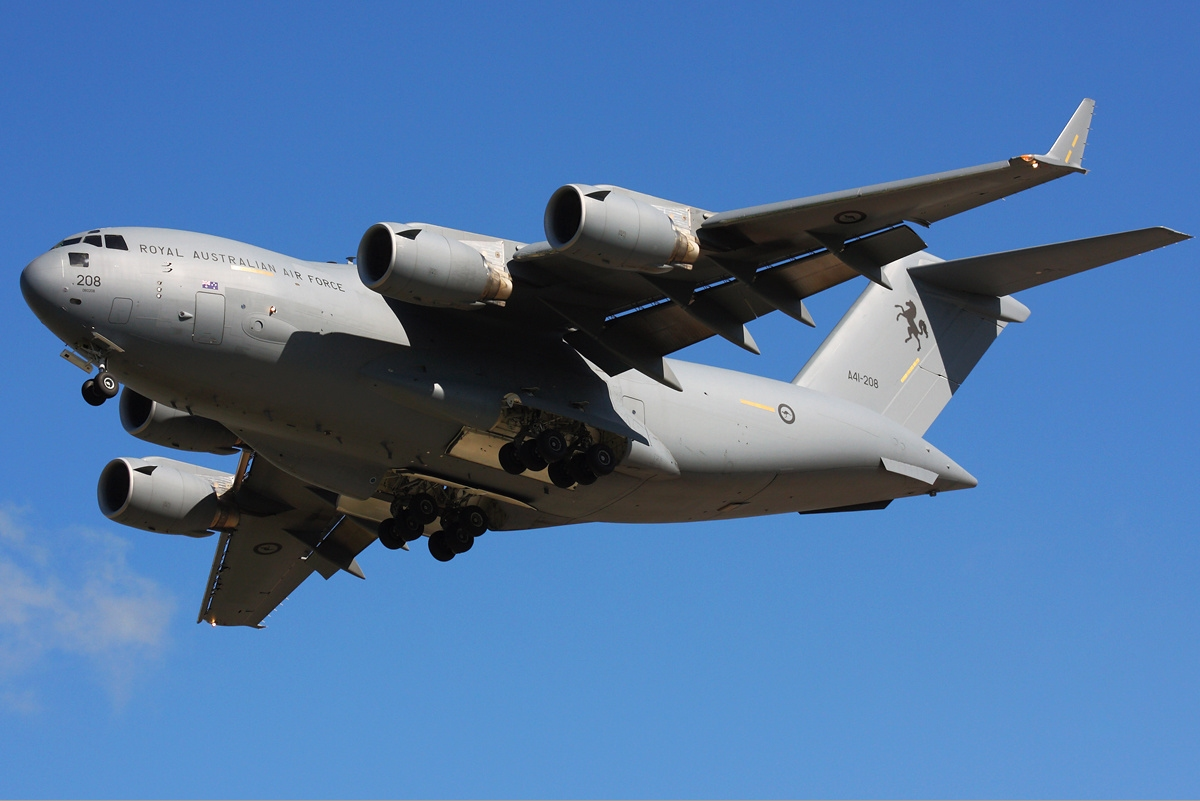
Um C-17 Globemaster australiano.
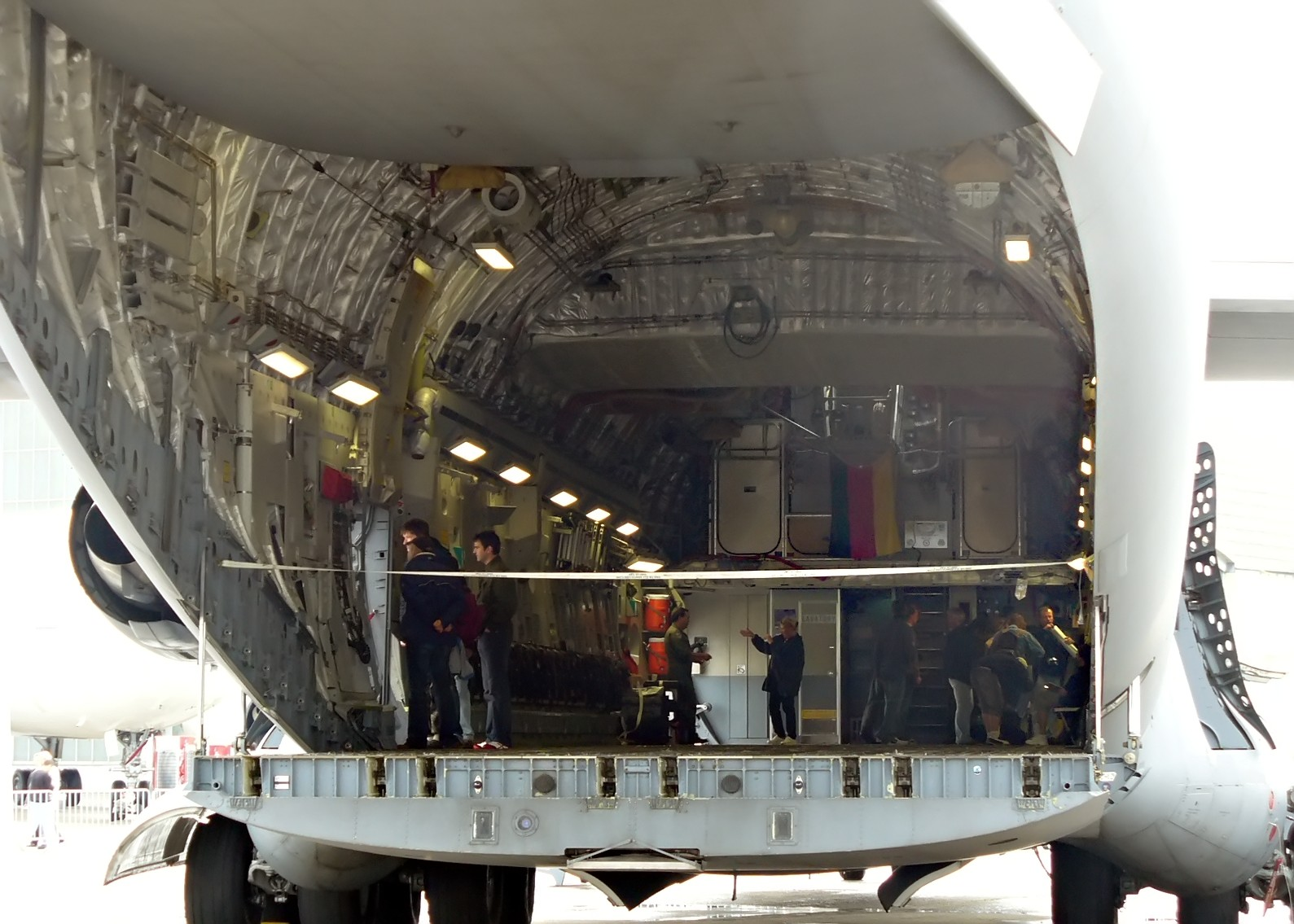
O compartimento de carga do avião.
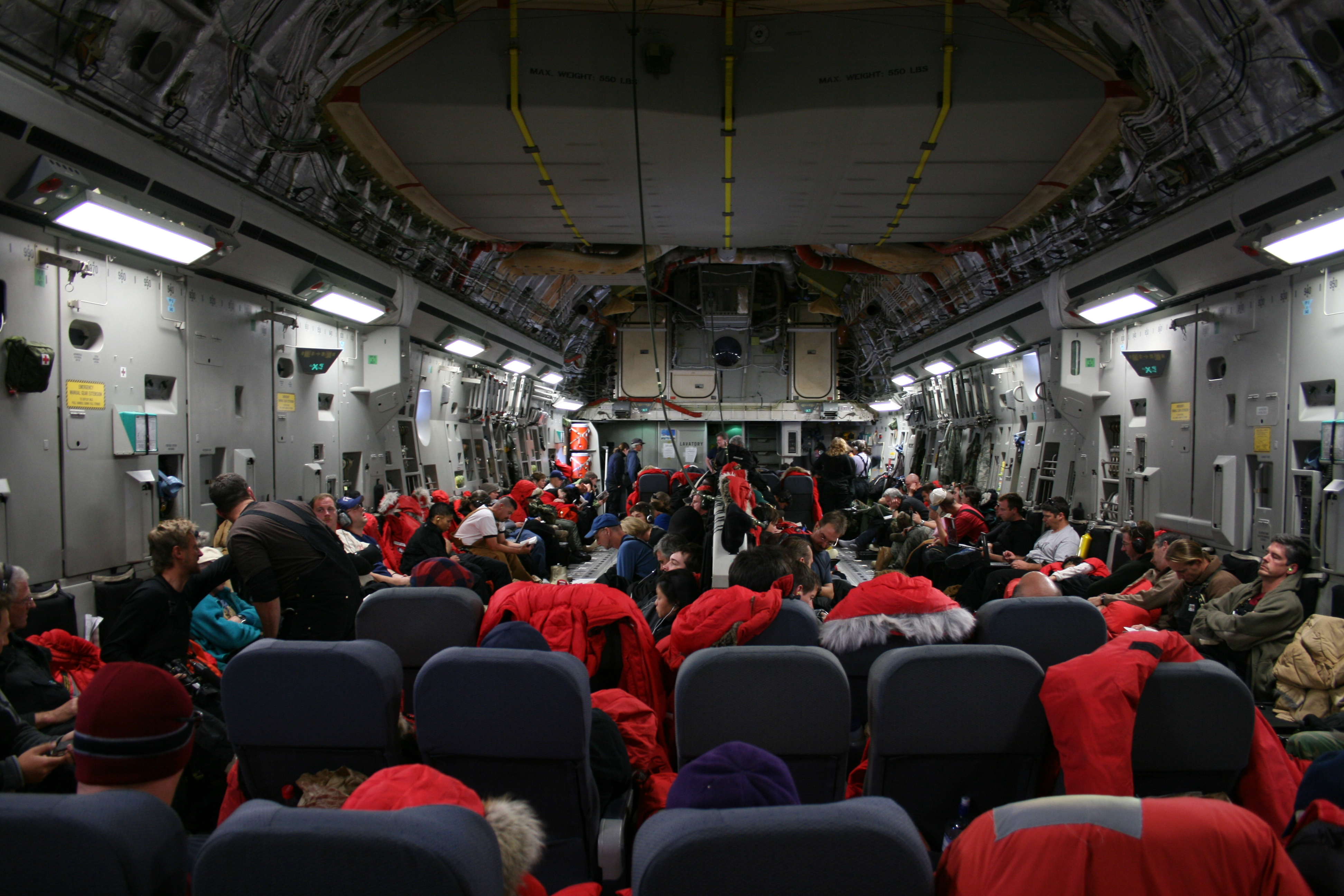
O Boeing C-17 Globemaster pode ser convertido em um avião para transporte de passageiros, como mostra essa imagem.
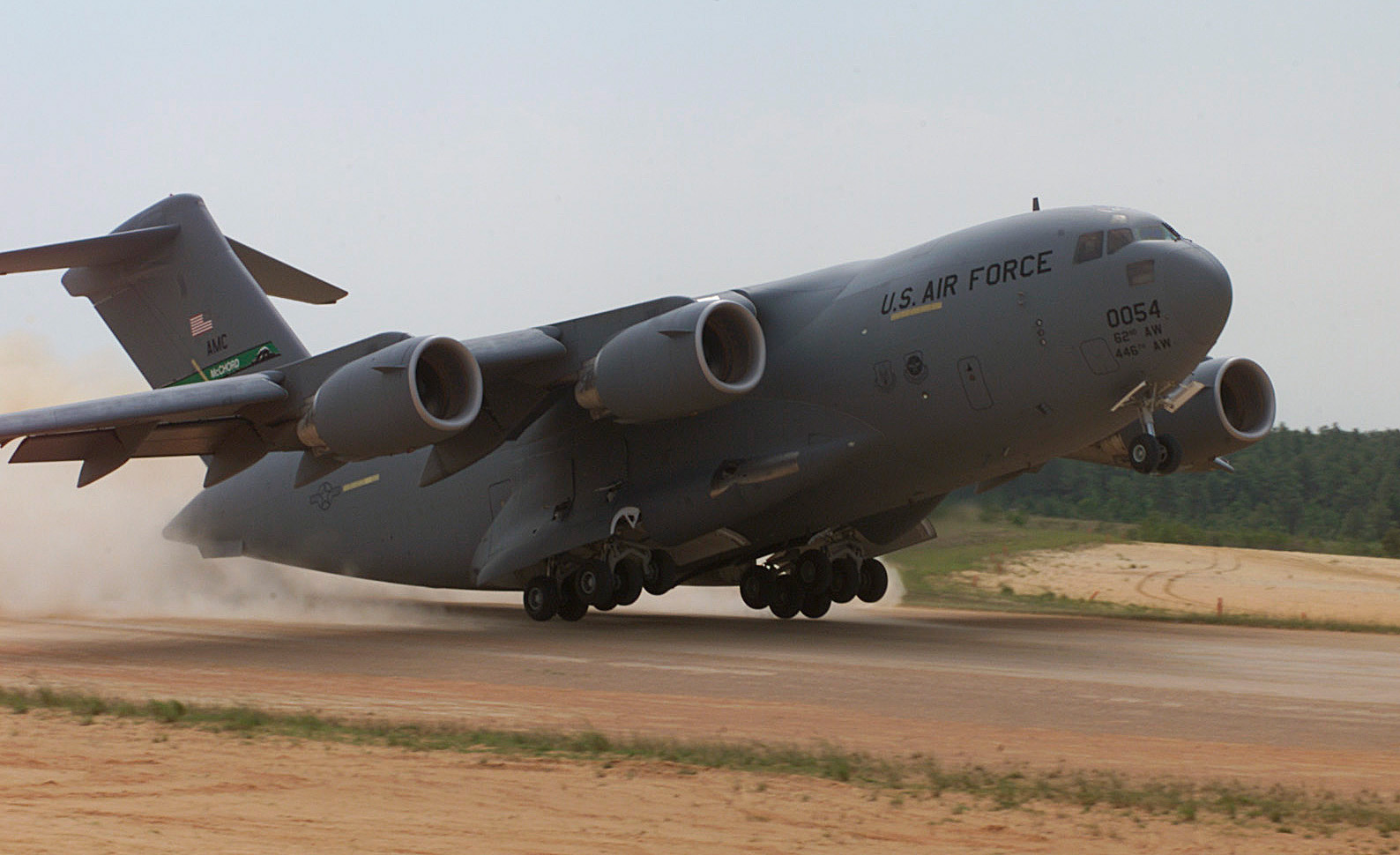
Um C-17 decolando.

## Especificações (C-17)
Dados de: U.S. Air Force, Boeing.
Descrições gerais
- Tripulação: 3 - 2 pilotos e um oficial de carga
- Capacidade: 102 paraquedistas ou
134 soldados com assentos paletizados e assentos de parede ou
54 assentos de parede (mais 13 paletes de carga) somente ou
36 macas e 54 pacientes ambulatoriais e enfermeiros e médicos ou
Carga, de um M1 Abrams, três M1126 Stryker ou seis M1117
77 519 kg (171 000 lb) de carga distribuída ou misturada com veículos
- Comprimento: 53 m (170 ft)
- Envergadura: 51,75 m (170 ft)
- Altura: 16,8 m (55 ft)
- Área alar: 353 m² (3 800 ft²)
- Peso vazio: 128 100 kg (282 000 lb)
- Peso de decolagem: 265 350 kg (585 000 lb)
- Capacidade de combustível: 134 556 l (35 500 US-gal)

Motorização
- Número de motores: 4x
- Tipo do motor: Turbofan
- Fabricante/modelo: Pratt & Whitney F117-PW-100
- Empuxo por motor: 18 343,2 kgf (40 400 lbf) (180 kN)

Performance
- Velocidade de cruzeiro (Mach): 0,74 Ma
- Velocidade de cruzeiro (km/h): 830 km/h (516 mph)
- Alcance: 10 390 km (6 460 mi)
- Tecto de serviço: 13 716 m (45 000 ft)
- Carga alar: 750 kg/m² em cada asa
- Pista máx. decolagem (MTOW): 2 316 m (7 600 ft)
- Distância para aterrissagem: 1 060 m (3 480 ft)